# Åbenrå Fjord
Åbenrå Fjord är en vik i södra delen av  Jylland i Danmark. Den är omkring 10 kilometer lång, 3-4 kilometer bred och upp till 45 meter djup och går från sydöstra Lilla Bält till staden Åbenrå varifrån fjorden har fått sitt namn.
I botten av viken ligger Nordeuropas största kol- och oljehamn med ett vattendjup på upp till 11 meter.